# Bloodline (1979)
Bloodline is een Amerikaans-Duitse thriller uit 1979 onder regie van Terence Young.

## Verhaal
Elizabeth Roffe erft het miljoenenfortuin en het familie-imperium van haar plotseling overleden vader. Het onderzoek naar de dood van haar vader brengt een moord aan het licht. Ze blijkt te zijn omringd door moordverdachten. Wanneer ze het bedrijf niet wil verkopen, moet ze vrezen voor haar leven.

## Rolverdeling
| Acteur            | Personage              |
| ----------------- | ---------------------- |
| Audrey Hepburn    | Elizabeth Roffe        |
| Ben Gazzara       | Rhys Williams          |
| James Mason       | Alec Nichols           |
| Claudia Mori      | Donatella              |
| Irene Papas       | Simonetta Palazzi      |
| Michelle Phillips | Vivian Nichols         |
| Maurice Ronet     | Charles Martin         |
| Romy Schneider    | Hélène Roffe-Martin    |
| Omar Sharif       | Ivo Palazzi            |
| Beatrice Straight | Kate Erling            |
| Gert Fröbe        | Inspecteur Max Hornung |
| Wolfgang Preiss   | Julius Prager          |
| Marcel Bozzuffi   | Man in het zwart       |
| Pinkas Braun      | Dokter Wal             |
| Wulf Kessler      | Sam Roffe              |